# Тронкетто ди капра
Тронкетто ди капра (итал. Tronchetto di capra) — итальянский сыр из козьего молока, производимый в регионе Пьемонт.

## Характеристика
Для его производства используют пастеризованное козье молоко, соль, ферменты для сворачивания молока, иногда сливки из козьего молока. Сыр подвергается достаточно короткой выдержке, которая варьируется от 10 дней до месяца в зависимости от вида продукта, который необходимо получить. Сыр формируют в виде длинных цилиндров. Корка сыра покрыта белой плесенью. Творожная масса сначала белая и довольно рассыпчатая, но по мере созревания она по консистенции становится похожа на крем. Чтобы сделать творог более вкусным, его часто заправляют различными добавками, которые придают ему характерный вкус, например, сеном, древесным углем, медом или разными видами перца. Вкус сыра очень нежный, слегка кислый, иногда фруктовый.

## Употребление
Как самостоятельное блюдо. Хорошо сочетается с апельсиновым вареньем и хлебом, сухофруктами, орехами и виноградом. Иногда сыр поджаривают с хлебом. Сыр можно добавлять в салаты, начинки пирогов и др.